# Mario Méndez
Mario Méndez Olague (* 1. Juni 1979 in Guadalajara) ist ein ehemaliger mexikanischer Fußballspieler.
Mit 19 Jahren gab Méndez sein Debüt bei seinem Heimatverein Atlas Guadalajara in der ersten mexikanischen Liga und war sofort Stammspieler. Sechs Jahre und fast 200 Ligaspiele lang blieb er dem Verein treu, bevor er 2004 zu Deportivo Toluca wechselte. Im Jahr darauf wurde er Meister in der Apertura, es war allerdings das erste Jahr, in dem er nicht mehr zur ersten Elf gehörte. Und so wurde er 2005 an den CF Monterrey ausgeliehen. Ab der Saison 2006 wird er für die UANL Tigres spielen.
Als Nationalspieler hatte er 1999 in der Jugendauswahl bei der U21-WM in Nigeria sein erstes großes Turnier und erreichte das Viertelfinale. Am 9. Januar 2000 gab er sein Debüt in der A-Nationalmannschaft. Mario Méndez spielte bis 2008 insgesamt 37 Mal für das Nationalteam, er war beim Gewinn des CONCACAF Gold Cups 2003 im Aufgebot, spielte in 4 der 5 Confed-Cup-Spiele 2005 und in 7 Partien in der Qualifikation zur Fußball-Weltmeisterschaft 2006 in Deutschland, wo er zum mexikanischen WM-Kader gehörte und – mit Ausnahme der letzten 13 Minuten im dritten Vorrundenspiel gegen Portugal – alle Partien über die volle Distanz bestritt.

## Titel / Erfolge
- CONCACAF Gold Cup 2003
- Mexikanischer Meister: Apertura 2005
- Bester Liga-Neuling 1998 (Winter)